# Principio de Krogh
El principio de Krogh establece que "para un número tan grande de problemas habrá algún animal de elección, o algunos animales de este tipo, en los que se pueda estudiar más convenientemente". Este concepto es fundamental para aquellas disciplinas de la biología que se basan en el método comparativo, como la neuroetología, la fisiología comparada y, más recientemente, la genómica funcional.

## Historia
El principio de Krogh lleva el nombre del fisiólogo danés August Krogh, ganador del Premio Nobel de Fisiología por sus contribuciones a la comprensión de la anatomía y fisiología del sistema capilar, quien lo describió en The American Journal of Physiology en 1929. Sin embargo, el principio fue dilucidado por primera vez casi 60 años antes de esto, y casi con las mismas palabras que Krogh, en 1865 por Claude Bernard, el instigador francés de la medicina experimental, en la página 27 de su "Introduction à l'étude de la médecine expérimentale": 

Dans l'investigation scientifique, les moindres procédés sont de la plus haute importance. Le choix heureux d'un animal, d'un instrument construit d'une certaine façon, l'emploi d'un réactif au lieu d'un autre, suffisent souvent pour résoudre les questions générales les plus élevées.
"En la investigación científica, los procesos más pequeños son de la mayor importancia. La afortunada elección del animal, de un instrumento construido de una manera particular, el uso de un reactivo en lugar de otro, a menudo es suficiente para resolver cuestiones generales del más alto nivel".
Claude Bernard  (J.B. Baillière et Fils, Libraires de L'Académie Impériale de Médecine, 1865. pp. 400)

Krogh escribió lo siguiente en su tratado de 1929 sobre el entonces actual 'estado' de la fisiología (énfasis agregado): 

...I want to emphasize that the route by which we can strive toward the ideal is by a study of the vital functions in all their aspects throughout the myriads of organisms. We may find out, nay, we will find out before very long the essential mechanisms of mammalian kidney function, but the general problem of excretion can be solved only when excretory organs are studied wherever we find them and in all their essential modifications. Such studies will be sure, moreover, to expand and deepen our insight into problems of the human kidney and will prove of value also from the narrowest utilitarian point of view.
...quiero enfatizar que la ruta por la cual podemos luchar hacia el ideal es mediante el estudio de las funciones vitales en todos sus aspectos a través de miríadas de organismos. Es posible que descubramos, es más, descubriremos en poco tiempo los mecanismos esenciales de la función renal de los mamíferos, pero el problema general de la excreción solo podrá resolverse cuando se estudien los órganos excretores dondequiera que los encontremos y en todas sus modificaciones esenciales. Además, estos estudios seguramente ampliarán y profundizarán nuestra comprensión de los problemas del riñón humano y resultarán valiosos también desde el punto de vista utilitario más estrecho.
August Krogh

El "principio de Krogh" no se utilizó como término formal hasta 1975, cuando el bioquímico Hans Adolf Krebs (que inicialmente describió el ciclo del ácido cítrico), se refirió por primera vez a él. 
Más recientemente, en la reunión de la Sociedad Internacional de Neuroetología en Nyborg, Dinamarca en 2004, el principio de Krogh fue citado como un principio central por el grupo en su 7º Congreso. El principio de Krogh también ha estado recibiendo atención en el área de la genómica funcional, donde ha aumentado la presión y el deseo de expandir la investigación de la genómica a una variedad más amplia de organismos más allá del alcance tradicional del campo. 

## Filosofía y aplicaciones
Un concepto central del principio de Krogh es la adaptación evolutiva. La teoría evolutiva sostiene que los organismos se adaptan a nichos particulares, algunos de los cuales están altamente especializados para resolver problemas biológicos particulares. Los biólogos suelen aprovechar estas adaptaciones de varias formas: 

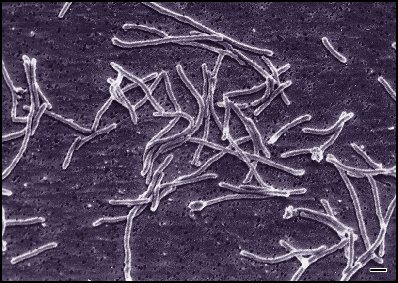
Thermus aquaticus

- Metodología: (por ejemplo, Taq polimerasa y PCR): La necesidad de manipular sistemas biológicos en el laboratorio ha impulsado el uso de una especialización en organismos. Un ejemplo del principio de Krogh se presenta en la reacción en cadena de la polimerasa (PCR), un método que se basa en la rápida exposición del ADN a altas temperaturas para la amplificación de secuencias particulares de interés. La enzima ADN polimerasa de muchos organismos se desnaturalizaría a altas temperaturas; sin embargo, para resolver este problema, Chien y sus colegas recurrieron al Thermus aquaticus, una cepa de bacterias nativa de los respiraderos hidrotermales. El Thermus aquaticus tiene una polimerasa que es termoestable a las temperaturas necesarias para la PCR. La polimerasa Taq modificada bioquímicamente, como se la denomina habitualmente, se utiliza ahora de forma rutinaria en aplicaciones de PCR.
- Superar las limitaciones técnicas: (por ejemplo, grandes neuronas en Mollusca): se facilitaron dos cuerpos de estudio ganadores del Premio Nobel mediante el uso de ideas fundamentales para el principio de Krogh para superar las limitaciones técnicas en la fisiología del sistema nervioso. La base iónica del potencial de acción fue dilucidada en el axón del calamar gigante en 1958 por Hodgkin y Huxley, desarrolladores del dispositivo de pinza de voltaje original y co-receptores del Premio Nobel de Fisiología o Medicina de 1963. La pinza de voltaje es ahora una pieza central de la tecnología en la neurofisiología moderna, pero solo fue posible desarrollarla utilizando el amplio diámetro del axón gigante del calamar. Otro molusco marino, el opistobranquio Aplysia, posee un número relativamente pequeño de células nerviosas grandes que se identifican y mapean fácilmente de un individuo a otro. La Aplysia fue seleccionada por estas razones para el estudio de las bases celulares y moleculares del aprendizaje y la memoria que llevaron a Eric Kandel a recibir el Premio Nobel en 2000.

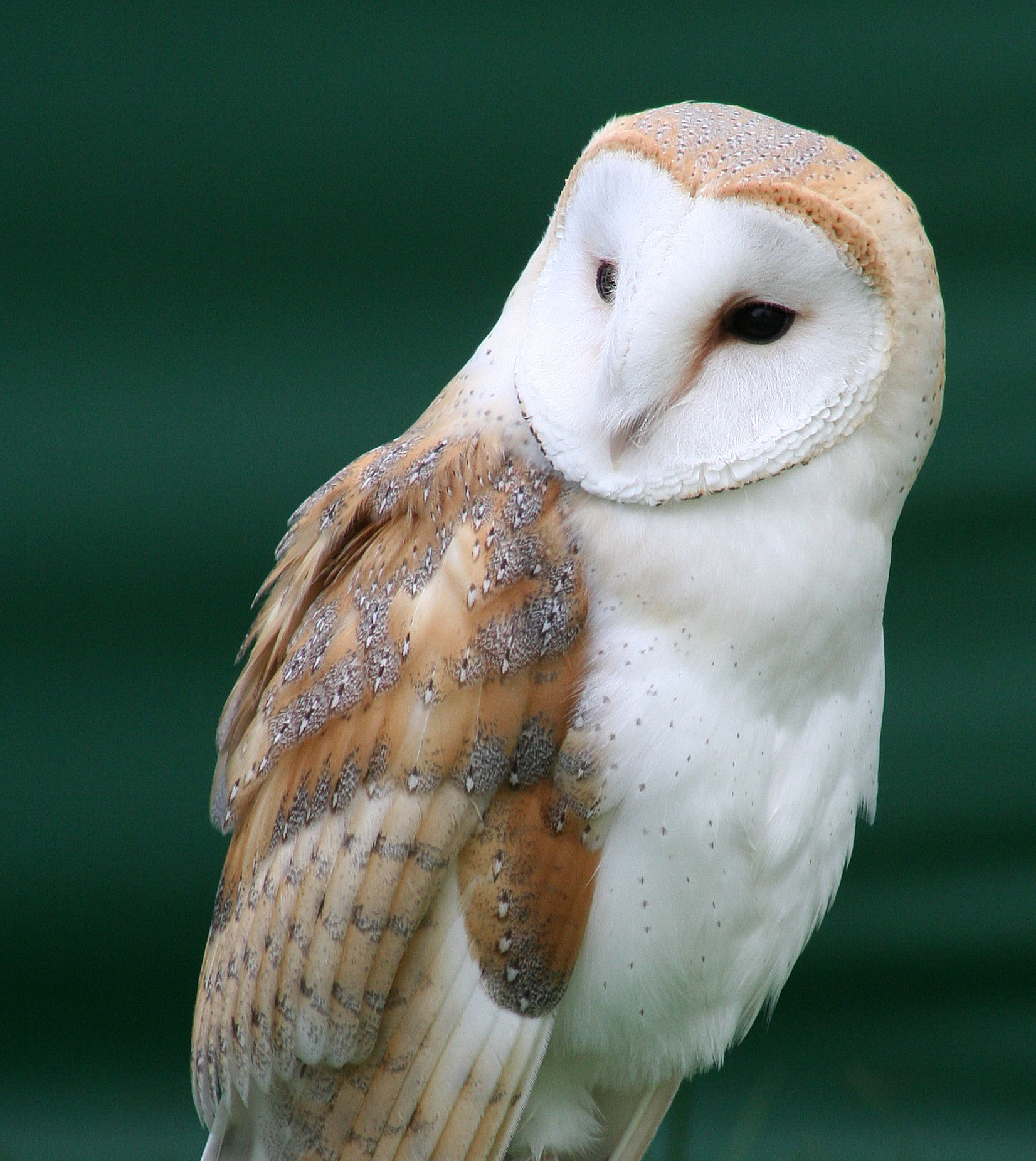
Tyto alba, la lechuza común

- Comprender sistemas más complejos/sutiles (por ejemplo, lechuzas comunes y localización del sonido): más allá de superar las limitaciones técnicas, el principio de Krogh tiene implicaciones particularmente importantes a la luz de la evolución convergente y la homología. Ya sea por la historia evolutiva o por las limitaciones particulares de un nicho determinado, no hay infinitas soluciones para todos los problemas biológicos. En cambio, los organismos utilizan algoritmos neuronales, comportamientos o incluso estructuras similares para realizar tareas similares. Si el objetivo de uno es comprender cómo el sistema nervioso puede localizar objetos utilizando el sonido, se puede adoptar el enfoque de utilizar un "especialista" auditivo como la lechuza común estudiada por Mark Konishi, Eric Knudsen y sus colegas. Un depredador nocturno por naturaleza, la lechuza común depende en gran medida del uso de información precisa sobre el momento de la llegada del sonido a sus oídos. La información obtenida de este enfoque ha contribuido en gran medida a nuestra comprensión de cómo el cerebro mapea el espacio sensorial y cómo los sistemas nerviosos codifican la información de tiempo.

## Otras lecturas
- Bennett AF (2003). Experimental evolution and the Krogh Principle: generating biological novelty for functional and genetic analyses. Physiological and Biochemical Zoology 76:1-11. PDF Archivado el 29 de agosto de 2008 en Wayback Machine.
- Burggren WW (1999/2000). Developmental physiology, animal models, and the August Krogh principle. Zoology 102:148-156.
- Chien A, Edgar DB, Trela JM (1976). "Deoxyribonucleic acid polymerase from the extreme thermophile Thermus aquaticus". J. Bacteriol. 174: 1550-1557
- Crawford, DL (2001). "Functional genomics does not have to be limited to a few select organisms". Genome Biology 2(1):interactions1001.1-1001.2.
- Krebs HA (1975). The August Krogh principle: "For many problems there is an animal on which it can be most conveniently studied." Journal of Experimental Zoology 194:221-226.
- Krogh A (1929). The progress of physiology. American Journal of Physiology 90:243-251.
- "Krogh's principle for a new era."  (2003) [Editorial]  Nature Genetics 34(4)  pp. 345–346.
- Miller G. (2004) Behavioral Neuroscience Uncaged. Science 306(5695):432-434.

- Datos: Q3294134